# Rayane Abrous
Rayane Abrous (en arabe : ريان عبروس), né le 16 août 2001 en Algérie, est un handballeur international algérien.

## Palmarès

### En équipe d'Algérie
Championnats du monde
- 31e place au Championnat du monde 2023 ( Pologne/ Suède)
- 30e place au Championnat du monde 2025 ( Croatie/ Danemark/ Norvège)